# Saint-Joseph (Dominique)
Pour les articles homonymes, voir Saint-Joseph.
Saint-Joseph est l'une des dix paroisses de la Dominique.

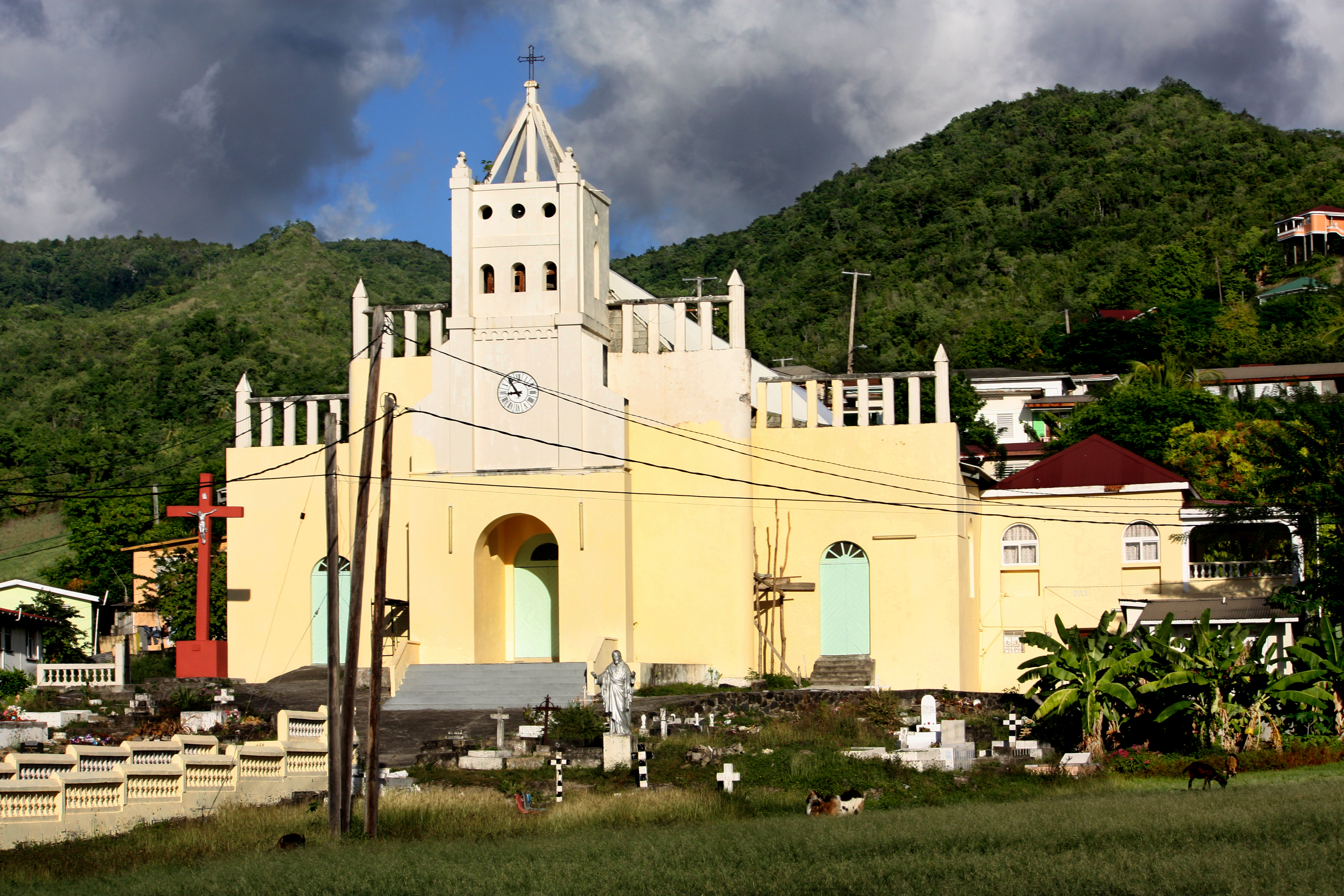
Église paroissiale Saint-Joseph

## Description
St. Joseph Village est la principale communauté de la Paroisse avec 2029 habitants, et son chef-lieu.
La rivière Layou coule dans la Paroisse.